# V Max
V Max – dawny telewizyjny program motoryzacyjny emitowany w soboty o godzinie 11.30 na antenie stacji TV4. Prowadzącymi programu byli Maciej Zientarski, syn dziennikarza Włodzimierza Zientarskiego, oraz Maciej 'Siwy' Pruszyński. 
Pod auspicjami programu organizowane były imprezy tematyczne i zloty fanów. Ostatnie tego typu wydarzenie odbyło się 24 czerwca 2007 na warszawskim lotnisku Babice.